# Eugen Gustav Steinhof
Eugen Gustav Steinhof, arquiteto vienense (1880-1952). Foi aluno de Otto Wagner, de Joseph Hoffmann, Henri Matisse e de Hildebrand].
Foi também pioneiro no ensino da Arquitetura com as suas obras "Arquitetura" e "A Educação do Arquiteto".